# Tharangambadi
Tharangambadi (Tamil: தரங்கம்பாடி Taraṅkampāṭi; früher Tranquebar oder Trankebar) ist eine Stadt mit ca. 24.000 Einwohnern an der Koromandelküste im südindischen Bundesstaat Tamil Nadu. Von 1620 bis 1845 war Tharangambadi eine dänische Kolonie.

## Lage
Tharangambadi liegt an der Koromandelküste des Golfs von Bengalen nördlich eines Mündungsarms des Kaveri in einer Höhe von ca. 7 m ü. d. M. Chennai (Madras) liegt knapp 275 km (Fahrtstrecke) nördlich; die ehemalige französische Kolonie Puducherry befindet sich ca. 115 km nördlich. Die Region von Tharangambadi ist besonders von Küstenerosion betroffen. Seit der dänischen Siedlungsperiode ist ein mehrere hundert Meter breiter Küstenstreifen abgetragen worden. Das Klima ist tropisch warm; Regen fällt eigentlich nur in den Monaten Juli bis Dezember.

## Bevölkerung
Die folgende Tabelle zeigt die Bevölkerungsentwicklung seit 1991. Der Zuwachs der Bevölkerung in den letzten Jahrzehnten ist im Wesentlichen auf die anhaltende Zuwanderung von Familien aus dem Umland zurückzuführen.
| Jahr      | 1991   | 2001   | 2011   |
| Einwohner | 18.881 | 20.843 | 23.191 |

Gut 77 % der Einwohner Tharangambadis sind Hindus, knapp 12 % sind Christen und knapp 10 % Muslime. Die Hauptsprache ist, wie in ganz Tamil Nadu, das Tamil, das von 99 % der Bevölkerung als Muttersprache gesprochen wird.

## Geschichte

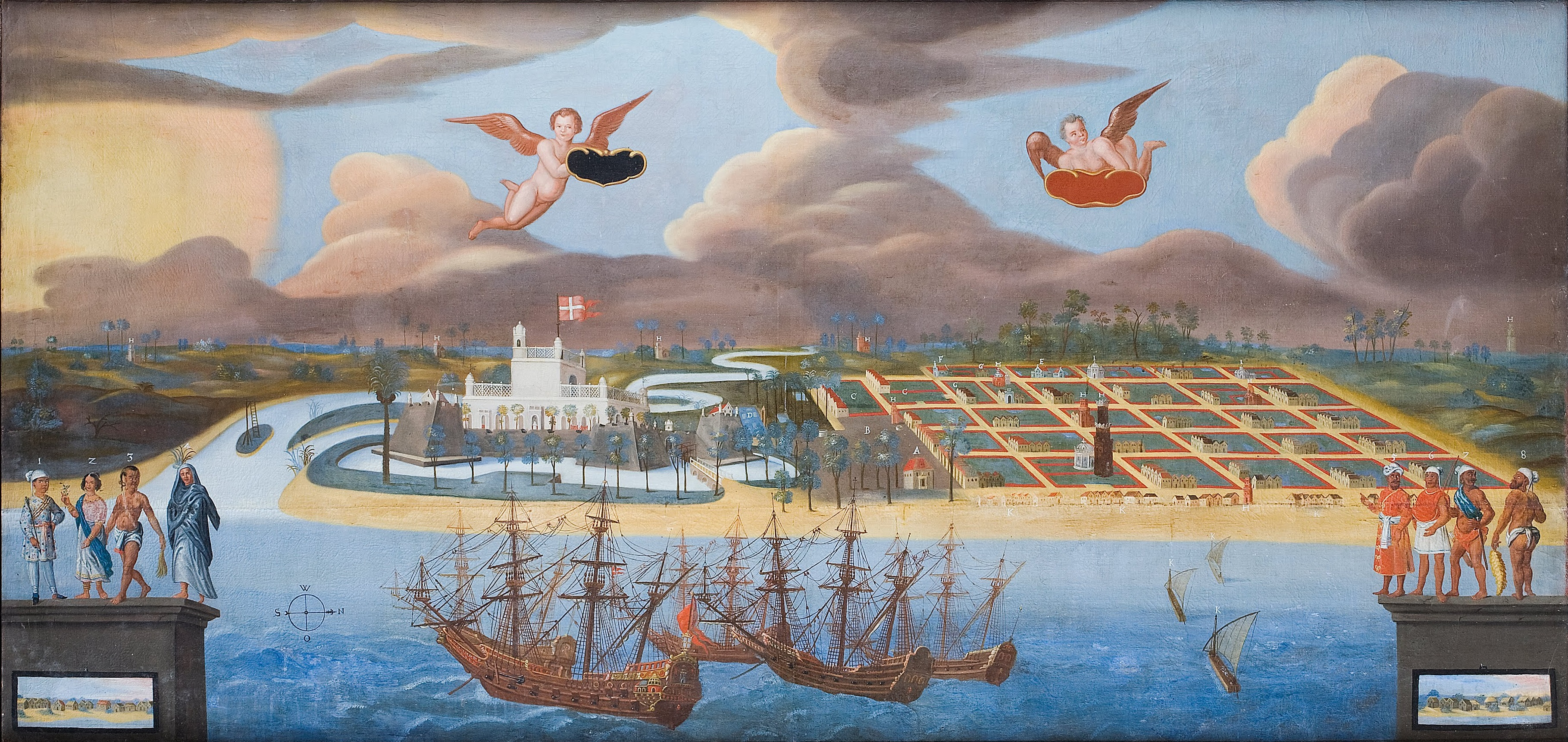
Ansicht von Tranquebar um 1658

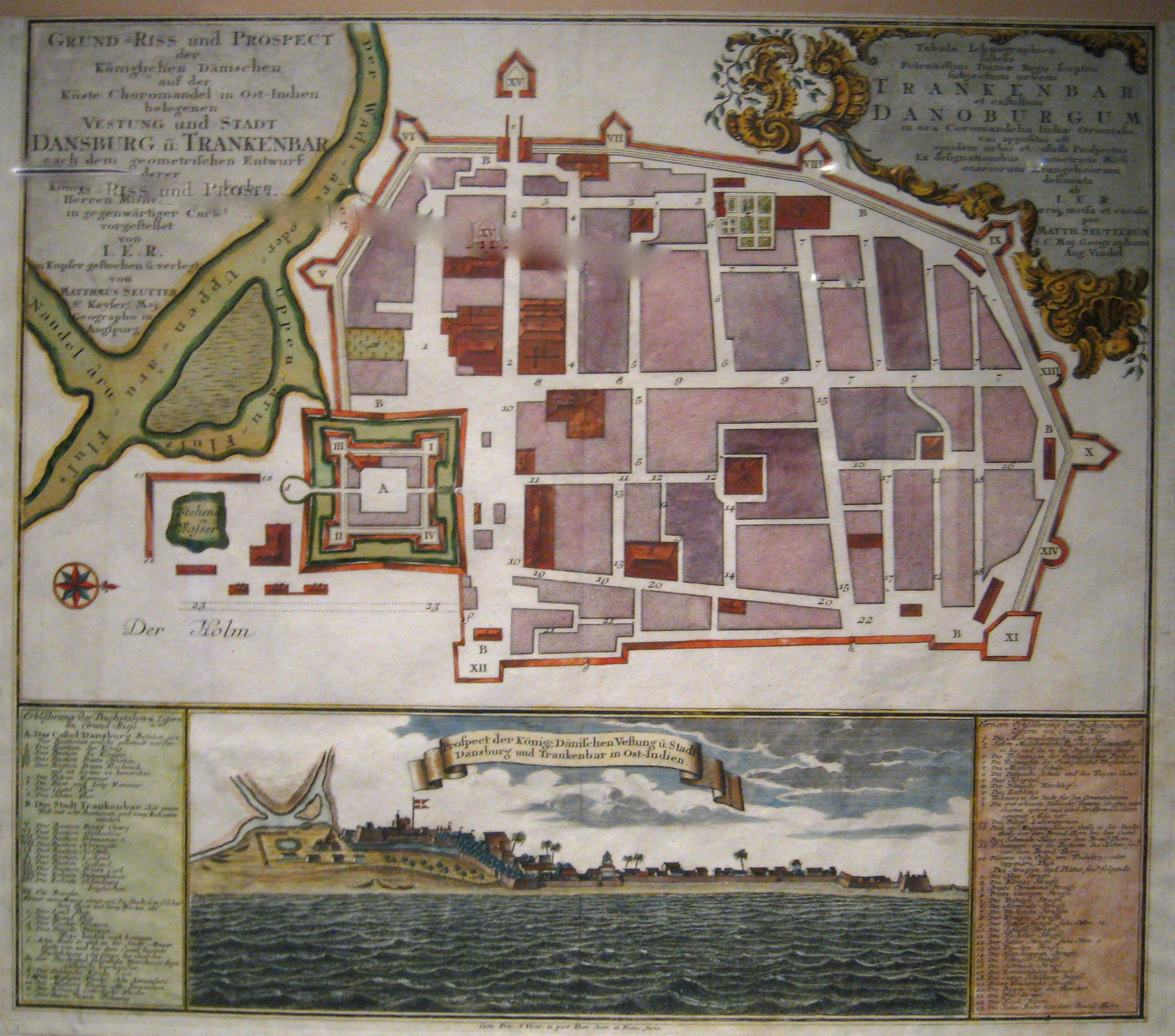
Tranquebar und Fort Dansborg um 1700

Tharangambadi war zwischen 1620 und 1845 unter dem Namen Tranquebar eine dänische Kolonie. 1620 erwarb die Dänische Ostindien-Kompanie den Ort vom Raja von Thanjavur und gründete das Fort Dansborg. 1624 wurde die Kolonie auf den dänischen König übertragen. Der Ort war ein wichtiger Hafen und besaß eigene Münzen und eine bedeutende Missionsdruckerei für Literatur in Englisch und Tamil.
In den Jahren 1801–1802 und 1808–1815 war Tranquebar im Zuge der napoleonischen Kriege, in denen Dänemark an der Seite Frankreichs stand, von britischen Truppen besetzt. Dies brachte den Handel zum Erliegen, der sich anschließend nicht mehr erholte. Im Jahr 1845 wurde Tranquebar deshalb an die Briten verkauft. Nach der indischen Unabhängigkeit 1947 wurde Tharangambadi zu einem Teil des Bundesstaates Madras (heute Tamil Nadu).
Zur Erschließung des Tourismus wurden die Kirchen, die Festung und die Stadttore bis 2004 restauriert. Der Tsunami nach dem Seebeben im Indischen Ozean 2004 am 26. Dezember 2004 überflutete die Stadt, zerstörte die angrenzenden Fischerdörfer und riss viele Bewohner in den Tod. Der Wiederaufbau der Stadt Tharangambadi und der angrenzenden Fischerdörfer wird von verschiedenen einheimischen und internationalen Organisationen und Partnerkirchen durchgeführt.

## Dänisch-Hallesche Mission
Tranquebar wurde bedeutsam als Ort der ersten deutschen protestantischen Mission. Die Deutschen Bartholomäus Ziegenbalg und Heinrich Plütschau wurden von der Dänisch-Halleschen Mission, einer Stiftung des dänischen Königs Friedrich IV. (1699–1730), als lutherische Missionare nach Tranquebar entsandt. Am 9. Juli 1706 in Tranquebar angelangt, tauften sie bereits ein Jahr später die ersten Tamilen und „Mischlinge“ (Portugiesen) und gründeten eine kleine lutherische Gemeinde, die bis 1712 etwa 221 Mitglieder umfasste. Von der dänischen Kolonialbehörde angefeindet, die durch die Missionsarbeit ihre Handelsinteressen gefährdet sah, wurde Ziegenbalg ein Jahr später mehrere Monate im Fort Dansborg inhaftiert (1708 bis 1709). Heute erinnern ein Denkmal und eine Büste von Bartholomäus Ziegenbalg in der Nähe der Festung an den Missionar. Die Dänisch-Hallesche Mission wirkte in Tranquebar von 1706 bis zum Verkauf der dänischen Niederlassung an die Engländer 1845. Zu ihren Missionaren hier gehörte unter anderem Christian Friedrich Schwartz. Bereits seit dem Ende der 1830er Jahre gab es keine der dänischen Krone unterstellten Missionare mehr in Tranquebar.
Nordwestlich der Stadt befand sich von 1760 bis 1803 eine Missionsstation der Herrnhuter Brüdergemeine, der „Brüdergarten“.

## Leipziger Mission
Die 1836 in Deutschland gegründete Evangelisch-lutherische Missionsgesellschaft zu Dresden (ab 1848 Evangelisch-Lutherische Missionsgesellschaft zu Leipzig) verstand sich als Nachfolgeorganisation der Dänisch-Halleschen Mission und entsandte 1840 mit Heinrich Cordes ihren ersten Missionar. Die deutsch-lutherische Missionstätigkeit wurde auch unter britischer Kolonialhoheit bis zum Beginn des Zweiten Weltkrieges fortgesetzt, letzter Missionspfarrer war der aus dem Memelland stammende Wilhelm Kanschat (1899–1981). Aus den Missionsgemeinden der Leipziger Mission und der Mission der Schwedischen (lutherischen) Kirche wurde 1919 die unabhängige Tamil Evangelical Lutheran Church (TELC) gegründet. Der TELC-Bischof führt den Titel „Bischof von Tranquebar“ und hat seinen Sitz in Tiruchirappalli. In Tharangambadi und dem nahegelegenen Porayar befinden sich heute unterschiedliche Einrichtungen der TELC.

## Sehenswürdigkeiten
An die dänische Zeit Tharangambadis erinnern mehrere Bauten aus der Kolonialzeit, die alle 2004 renoviert wurden. Direkt am Strand am Südrand Tharangambadis steht das Fort Dansborg. Die Festung wurde 1620 errichtet. Heute beherbergt sie ein archäologisches Museum. Am Ortseingang befindet sich ein Stadttor aus dem Jahr 1792; es ist der einzige Überrest der einstigen Stadtbefestigung. Ferner stehen in Tharangambadi zwei Kirchenbauten aus der dänischen Periode: Die Zionskirche (Zion’s Church) stammt aus dem Jahr 1701 und ist damit die älteste protestantische Kirche Indiens. Die Kirche Neu-Jerusalem (New Jerusalem Church) wurde zwischen 1707 und 1718 erbaut. Auf ihrem Friedhof ist Bartholomäus Ziegenbalg bestattet. Dessen Wohnhaus wird seit Sommer 2016 mit Unterstützung des Ev.-luth. Missionswerks in Niedersachsen, der Franckeschen Stiftungen zu Halle und dem Ev.-Luth. Missionswerk Leipzig restauriert und soll dauerhaft als Erinnerungsort und Museum für den interkulturellen Dialog zwischen Indien und Europa hergerichtet werden.

## Persönlichkeiten
- Wilhelm Wendlandt (1859–1935), deutscher Schriftsteller, Verbandsfunktionär und Mitglied des Preußischen Abgeordnetenhauses